# پوتریا بزرگ
پوتریا بزرگ (نام علمی: Pouteria gigantea) نام یک گونه از تیره چیکوئیان است.